# Tonton (île)
Pour les articles homonymes, voir Tonton.

Tonton (prononcer "tonne-tonne") est une petite île d'Indonésie située entre celles de Batam et de Setokok dans la province des îles Riau.
Administrativement, elle fait partie de la kota de Batam.